# Спортиво Уракан
«Спортиво Урака́н», также известный как «Уракан дель Пасо-де-ла-Арена» (исп. Sportivo Huracán Fútbol Club; Huracán del Paso de la Arena) — уругвайский футбольный клуб из района Монтевидео Пасо-де-ла-Арена.

## История
«Уракан» был основан 1 августа 1954 года после объединения двух студенческих клубов — «Чарруа» (Club Atlético Charrúa) и «Ла-Эскинита» (La Esquinita Football Club). Название было выбрано в честь другого клуба «Уракан», который выступал в низшей лиге чемпионата Уругвая в первой половине XX века. Клубными цветами стали белый, красный и синий — такие же, как у «Насьоналя», поскольку основатели «Уракана» были болельщиками этого одного из двух самых титулованных клубов Уругвая.
В 1962 году «Уракан» стал членом Ассоциации футбола Уругвая и с тех пор выступал в различных лигах страны, как правило, в третьей или четвёртой (в частности, «Уракан» является победителем последнего сезона Примеры D, после чего АУФ оставила только три лиги). Первым матчем в карьере Эдгардо Кодесаля, будущего арбитра финала чемпионата мира по футболу 1990 года, стала игра «Серро» — «Уракан» в 1977 году.
Периодически «Уракан» выступал во Втором дивизионе, а в 1991 году едва не вышел в элитарный дивизион. Лишь поражение в последней игре от «Ливерпуля» и победа в параллельном матче «Ривер Плейта» над «Ориенталем» не позволили команде из западной части Монтевидео выйти в Примеру.
В 2010 году «Уракан» в третий раз в своей истории выиграл Второй любительский дивизион чемпионата Уругвая и вернулся во Второй профессиональный дивизион. По окончании следующего сезона, в мае 2011 года, «Уракан» объединился с клубом «Торке» и стал называться «Уракан Торке». Однако под этим названием клуб не провёл ни одной игры, поскольку объединение было расторгнуто в августе того же года.
По итогам сезона 2012/13 «Уракан» занял последнее, 14-е место во Втором дивизионе, но получил право сразиться за место в турнире с предпоследней командой, Вильей-Тересой. В стыковом матче «Уракан» уступил своим соперникам и вылетел во Второй любительский дивизион, однако из-за расширения лиги Уракан всё же сохранил свой место на следующий сезон. В сезоне 2015/16 команда заняла 14-е место. В переходном чемпионате Второго дивизиона, прошедшем во второй половине 2016 года, «Уракан» участия не принимал (как и «Ориенталь»), но сохранил своё место в дивизионе на 2017 год. В 2017 году команда всё же вылетела в третий эшелон уругвайского футбола, заняв в таблице вылет предпоследнее место, а в чемпионате финишировала на 13 месте.

## Достижения
- Чемпион Второго любительского дивизиона Уругвая (3): 1983, 1990, 2009/10
- Чемпион Примеры D[2] (1): 1978